# Stenhousemuir Football Club
Maillots
Dernière mise à jour : 10 novembre 2018.
Le Stenhousemuir Football Club est un club écossais de football basé à Stenhousemuir.

## Historique
- 1884 : fondation du club
- 1893 : 1re participation à la Midland Football League
- 1897 : 1re participation à la Central Football Combination
- 1909 : 1re participation à la Central Football League
- 1921 : 1re participation à la Scottish Football League
- 7 novembre 1951 : 1er match en Écosse de nuit avec éclairage, à l'Ochilview Park contre Hibernian
- 2018 : Le club est promu en Championnat de D3.
- 2019 : Le club est relegué en Championnat de D4.
- 2024 : Le club est promu en Championnat de D3.

## Palmarès
- Scottish Challenge Cup (1)
  - Vainqueur : 1996
- Scottish Qualifying Cup (2)
  - Vainqueur : 1901, 1902
- Central Football Combination (3)
  - Vainqueur : 1898-1899, 1900-1901 et 1901-1902
- Midland Football League (1)
  - Vainqueur : 1895-1896
- League Two (D4).
  - Vainqueur : 2023-2024

## Joueurs emblématiques
- Graeme Armstrong

## Entraîneurs
- 1999-2000 :  Graeme Armstrong